# Презент, Исаак Израилевич
Исаа́к (Исай, Исайя) Изра́илевич Презе́нт (15 [28] сентября 1902, Торопец, Тверская губерния — 6 января 1969, Москва) — советский учёный и педагог, автор работ по марксистской методологии науки, с именем которого связывают период расцвета «лысенковшины» — печально знаменитой лженаучной теории. В настоящее время историки науки не только отвергают вклад Презента в науке, но прямо обвиняют его в уничтожении ведущих научных коллективов СССР в области генетики. Доктор биологических наук (1930), академик ВАСХНИЛ (1948).

## Биография
Окончив школу, преподавал в железнодорожном училище. 1921 год — ответственный секретарь уездного комитета РКСМ, зав. политпросветотделом губкома РКСМ в Пскове.
Окончил Ленинградский государственный университет в 1926 году (по одним данным юридическое отделение, по другим — биологическое).
С 1925 года И. И. Презент участвует в работе естественно-научной секции созданного в 1919 году Научного общества марксистов (НОМ). Работал во Всесоюзном институте растениеводства, преподавал в ЛГПИ им. А. И. Герцена.
С 1930 года — заведующий кафедрой диалектики природы и эволюционного учения ЛГУ. Занимал должность научного консультанта Президента ВАСХНИЛ по философским вопросам. В 1935—1941 годы — заместитель главного редактора журнала «Яровизация». В период с 1935 по 1938 годы — научный консультант при Всесоюзном селекционно-генетическом институте.
В 1934 году начал сотрудничать с Т. Д. Лысенко, с 1938 года стал его ближайшим сотрудником и идеологом «мичуринского направления».
В 1943—1951 годах — профессор ЛГУ; в 1948—до осени 1951 заведующий кафедрой дарвинизма ЛГУ (уволен приказом ректора А. А. Ильюшина), одновременно в 1948—1951 годах — заведующий кафедрой дарвинизма, с 1948 по 1950 и декан биолого-почвенного факультета МГУ; в 1951—1955 годах — старший научный сотрудник ВАСХНИЛ.
В 1956—1965 годах — старший научный сотрудник научно-исследовательской базы АН СССР «Горки Ленинские».

## Награды
Награждён орденом Трудового Красного Знамени (1943).

## Деятельность
В июне 1939 года он направил председателю Совнаркома СССР В. М. Молотову докладную записку, в которой, в частности, писал:

Хору капиталистических шавок от генетики в последнее время начали подпевать и наши отечественные морганисты. Вавилов в ряде публичных выступлений заявляет, что «мы пойдём на костёр», изображая дело так, будто бы в нашей стране возрождены времена Галилея. Поведение Вавилова и его группы приобретает в последнее время совершенно не терпимый характер. Вавилов и вавиловцы окончательно распоясались, и нельзя не сделать вывод, что они постараются использовать международный генетический конгресс для укрепления своих позиций и положения… В настоящее время подготовка к участию в конгрессе находится целиком в руках Вавилова, и это далее никоим образом нельзя терпеть. Если судить по той агрессивности, с которой выступают Вавилов и его единомышленники, то не исключена возможность своеобразной политической демонстрации «в защиту науки» против её «притеснения» в Советской стране. Конгресс может стать средством борьбы против поворота нашей советской науки к практике, к нуждам социалистического производства, средством борьбы против передовой науки.
— И. И. Презент, Докладная записка председателю Совета народных комиссаров Вячеславу Молотову о международном генетическом конгрессе, Государственный архив РФ.
На докладной стоят подпись и виза президента ВАСХНИЛ, академика Лысенко. По одной из распространённых версий, именно эта докладная записка послужила причиной ареста Вавилова: ознакомившись с её содержанием, Берия попросил Молотова дать санкцию на арест.

## И. Презент в воспоминаниях современников
- «За короткий срок акад. Лысенко развалил ВАСХНИЛ. <…> ВАСХНИЛ превратился в пристанище шарлатанов от науки и всякого рода „жучков“. Официальным философом ВАСХНИЛ стал небезызвестный Исай Презент, путаник и болтун, не раз битый за левацкие фразы и дела…» (письмо селекционера Е. Н. Радаевой А. А. Жданову 4 сентября 1947)[6]
- «Как никто другой, Презент умел придать любой дискуссии характер обострившейся классовой борьбы, будь то обсуждение методики преподавания или рассмотрение вопросов охраны природы. На первом заседании Биологической секции ЛОКА он вещал: „Октябрьская революция в отношении перетряхивания теоретических установок только начинается… Нужно взять на критику всех. Черновой просмотр, сборка материала должна вестись широко и массово во всех учреждениях“[7]. <…> От учёных он требовал ссылки на партийные документы, заявляя, что в биологии нет научных школ, есть только школы партийные и антипартийные. Деятельность Презента ярко отразила новые тенденции в диалектизации биологии — сокрушение традиционных научных школ. Образ „карликового самца“, нарисованный в современной литературе, мало соответствует действительности. Блестящий талант оратора и полемиста, активная позиция, граничащая с авантюризмом смелость, рассказы о „героическом революционном прошлом“, забота о ближних, успех у женщин и т. д. — всё это привлекало к Презенту многих людей»[8]. (Э. И. Колчинский)
- Из интервью д. т. н. И. Г. Абрамсона у академика А. Д. Александрова, в прошлые годы возглавлявшего Ленинградский университет[9]:

И. Г. Да, Исай Презент. Его все боялись.
А. Д. Ну, не все боялись. Противный тип. Но выгнали его всё-таки из университета. Правда, путём подлого приёма, в его духе. Использовали один его текст, где он противоречит точке зрения Сталина. Сказали ему: «Или Вы уходите, или мы это опубликуем». А потом, когда наступила оттепель, Презент вернулся. Был приказ министерства восстановить его, сняв с заведования кафедрой дарвинизма Завадского. Я этот приказ не выполнил, сказал об этом на партактиве, мне стали аплодировать.
И. Г. Как Вам это удалось?
А. Д. Говорят, что в те времена ничего нельзя было сделать вопреки указаниям сверху. Вообще говоря, дело в том, что больше всего возмущаются прошлым самые подлые люди, лакеи. Лакей ненавидит барина и только. На том партактиве был Хрущёв. Он в заключительном слове кричал мне: «Как так — ректор приказов не выполняет? За это из партии исключают, с работы снимают, а в военное время расстреливают». Покричал, и на этом дело кончилось. Презент был уверен, что будет восстановлен. Я его не допустил в Университет. Не надо было слишком бояться.

В. А. Шенберг:

Исаак Израилевич Презент читал курс биологии. Он словно вихрь врывался в зал, заряжая всех студентов своей энергией. Это был прекрасный оратор, все с упоением слушали его лекции. Правда, вот экзамен ему сдавать было не так-то просто. Студенты никогда заранее не знали, что он может у них спросить, он мог задать любой вопрос, какой только захочет.

С. Э. Шноль:

Исай Израилевич Презент — главный идеолог безграмотного Лысенко. Презент — человек блестящий. Как красиво и пламенно он говорит. Как резко и соответственно стилю собрания, как грубо и демагогично его выступление! … Как он беспардонен и мелок!
Как он, упоённый собой, был неосторожен. Он повторил часть текста, вставленного им ранее в доклад Лысенко. Он сказал, «когда мы, когда вся страна проливала кровь на фронтах Великой Отечественной войны, эти муховоды…». Договорить он не сумел. Как тигр, из первого ряда бросился к трибуне Рапопорт — он знал, что такое «брать языка». Презент на войне не был — он был слишком ценным, чтобы воевать — там же могут и убить… Рапопорт был всю войну на фронте. С чёрной повязкой на выбитом пулей глазу он был страшен. Рапопорт схватил Презента за горло и, сжимая это горло, спросил свирепо: «Это ты, сволочь, проливал кровь?» Ответить почти задушенному Презенту было невозможно.

## Основные работы
- Презент И. И. Программа-конспект по историческому материализму. — Л.: Б. и., 1927. — ? с.
- Презент И. И. Происхождение речи и мышления. (К вопросу об их приоритете). Предисл. Б. А. Фингерта. — Л.: «Прибой», 1928. — 128 с.
- Даров И.[12] Бехаизм. (Новая религия Востока). — Л.: «Прибой», 1930. — 55 с.
- Презент И. И. Теория Дарвина в свете диалектического материализма. [Тезисы к 50-летию со дня смерти Ч. Дарвина. 1882—1932]. — Л.: Леногиз—Ленмедиздат, 1932. — 32 с.
- Презент И. И. Классовая борьба на естественно-научном фронте. Обработанная стенограмма доклада на Конференции педагогов-естественников г. Ленинграда. — М.-Л.: Огиз—Учпедгиз, 1932. — 72 с.
- Хрестоматия по эволюционному учению. Под ред. И. И. Презента. — Л.: Б. и., 1934.
- Лысенко Т. Д., Презент И. И. Селекция и теория стадийного развития растения. — М.: Сельхозгиз, 1935. — 64 с.
- Хрестоматия по эволюционному учению. Под ред. И. И. Презента. — Л.: Б. и., 1935.
- Презент И. И. Замечательный новатор Трофим Денисович Лысенко. — Р.-н/Д: Ростиздат, 1939. — 28 с.
- Презент И. И. Резервы картофельного клубня. — М.: Пищепромиздат, 1943. — 15 с.
- Презент И. И. В содружестве с природой. И. В. Мичурин и его учение. — Л.: Лениздат, 1946. — 132 с.
- Презент И. И. В содружестве с природой. И. В. Мичурин и его учение. — М.-Л.: Сельхозгиз, 1948. — 190 с.
- Презент И. И. Материалы по дарвинизму к зимней экзаменационной сессии 1948 года для студентов Московского и Ленинградского университетов. — М.: Б. и., 1949. — ? с.
- Презент И. И. Великий преобразователь природы И. В. Мичурин. — М.-Л.: Детгиз, 1949. — 63 с.
- Презент И. И. И. В. Мичурин — основоположник советского творческого дарвинизма. [Стенограмма доклада, посвящённого 15-летию со дня смерти И. В. Мичурина]. — М.: «Правда», 1951. — 24 с.
- Презент И. И. Биолог-материалист Ж. Б. Ламарк. — М.: Изд-во АН СССР, 1960. — 59 с.
- Презент И. И. И. В. Мичурин и его учение. — М.: Изд-во АН СССР, 1961. — 198 с.

## Образ в литературе
Исай Презент является прототипом Саула Брузжака, правой руки «народного академика» К. Рядно в романе «Белые одежды» Дудинцева. В романе Саул Брузжак носит прозвище «карликовый самец».
В альтернативно-исторической повести Олега Дивова "Немцы" Презент сам является автором романа "Белые одежды", изданного "нелегально" при помощи "синих мундиров"-царской охранки.